# Aimé Delrue
Aimé Delrue, né le 2 octobre 1902 à Armentières et mort le 25 mars 1961 à Nantes, est un droguiste connu pour ses travaux d'auteur et de philanthrope dans la ville de Nantes. Personnalité forte de la vie culturelle nantaise, il a notamment relancé le Carnaval de Nantes et créé la Fête du Lait-de-Mai. Il était également acteur et auteur de pièces de théâtre.

## Biographie
Né à Armentières en 1902, il s'installe avec sa famille à Nantes en 1918, où il tient une droguerie avec ses parents et ses sœurs au 51 chaussée de la Madeleine. 
En 1924, il reprend la direction de la droguerie épicerie de ses parents. Marié avec Raymonde Pruvost en 1926, ils ont deux enfants, Monique et Gérard. Il préside le comité des fêtes de Nantes et commence son activité de philanthrope en distribuant des vêtements aux enfants pauvres de son quartier dans les années 1930.
Également comédien de théâtre, Il écrit des pièces comiques, populaires auprès du public. 
Dans les années 1940, il crée une revue, le Réveil nantais, qui deviendra plus tard la revue Delrue. Il en reverse les bénéfices à des œuvres charitables, notamment pour les malades et les invalides de guerre.
Il était connu pour ses nombreuses farces : il cachait des réveils chez ses amis, il placarde des panneaux "Fermé pour cause de décès du propriétaire" sur les boutiques de commerçants qu'il juge désagréables. Pendant l'occupation, il rédige une lettre anonyme pour avertir les allemands que des armes sont cachées sous un tas de foin. En vérité, la charrette ne contient que du purin.

## Création de la fête du lait de mai
De 1932 à 1957, Aimé Delrue crée la Fête du lait de mai ; il fait venir des vaches des pâturages de Pont-Rousseau pour distribuer gratuitement du lait aux habitants. La fête est instituée à la suite d'une tradition qui consistait à ce que les jeunes gens partent le 1er mai dans les fermes environnantes pour boire du lait fraichement tiré, symbole de renaissance. Tous les bénéfices collectés durant les festivités étaient redistribués aux plus démunis du quartier et servaient notamment à acheter des vêtements chauds pour les enfants. La fête de quartier existe toujours.

## Renouveau du carnaval de Nantes
Le très ancien carnaval de Nantes perd de son attrait à partir des années 30. Après la Seconde Guerre mondiale, Aimé Delrue décide de relancer la Mi-Carême avec son complice l'humoriste Joseph Peignon. Jugeant l'art de la fête fondamental, il prend en main l’organisation des défilés et relance les festivités du Carnaval en 1947, avec différentes associations, qu’on retrouve défiler dans les rues de Nantes. 

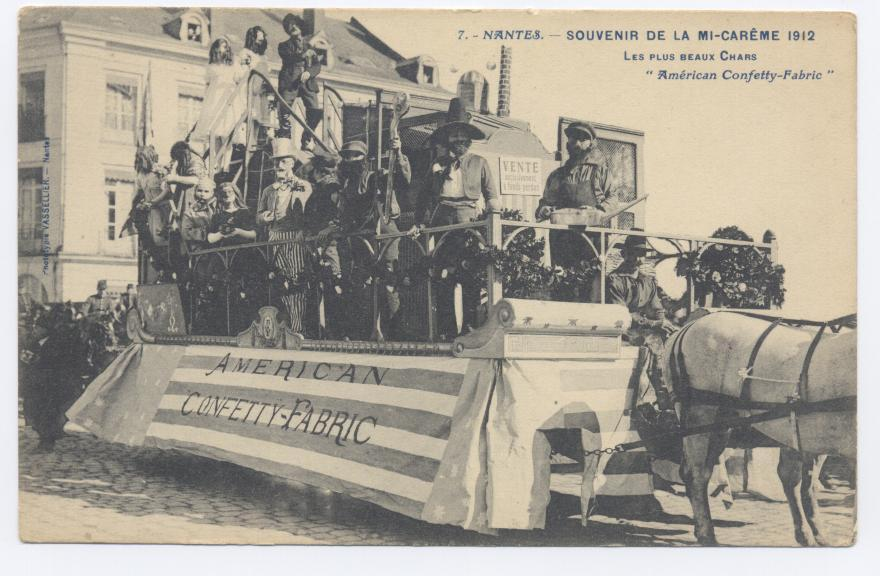
Le Carnaval de Nantes perd de son attrait vers les années 30. Aimé Delrue relance le Carnaval en 1947. (photo de 1921)

Aimé Delrue voulait que les gens se déguisent pendant le carnaval et crée donc des prix pour récompenser la création des chars.
À partir de ce lancement, Aimé Delrue est de toutes les éditions du carnaval jusqu'à sa mort à 58 ans, le 25 mars 1961,. Le carnaval a toujours lieu au XXIe siècle.

## Postérité
Par décision du conseil municipal, la place située devant l'ancien emplacement de la droguerie d'Aimé Delrue est nommée, depuis le 8 octobre 1965, place Aimé-Delrue, et représente une place importante du centre-ville de Nantes. Une plaque commémorative y a été installée. 
Aimé Delrue donne également son nom aux arrêts de tramway situés sur la ligne 2 et 3 qui passent par la place.
Aimé Delrue figure sur le Mur tombé du ciel, qui représente les personnages marquants de l'histoire de Nantes. 
Le square du Lait-de-mai, inauguré en 2002, entre la rue Émile-Péhant et le passage Berthault, commémore la fête d'Aimé Delrue.